# 転勤
転勤（てんきん）とは、官公庁または企業における配置転換（人事異動）のうち、勤務地（所属事業所）の変更を伴うものをいう。配置転換のうち、同一事業所内での所属部署の変更である配置換えとは区別される。また勤務地の変更であっても短期間のもの（出張、応援等）は配置転換とは呼ばれない。
日本において転勤が一般的であるのは、長期雇用を前提に供給労働力を調整するため、出向、転勤など企業内労働市場、企業グループ内労働市場の中での異動を行うからであり、欧米では「幹部を海外法人に派遣する」ような場合を除けば、ほとんど存在しない。

## 目的
転勤を行うのはおおむね次の理由により、会社にとって業務上の必要性があるとされる。
1. 本人の能力開発や後進の育成など人事面での活性化のため
2. 一つの業務に長期間携わることによって発生する慢心の防止、あるいは取引先との不正防止のため
3. 「人気のある都市部」や「不人気な僻地」の支社や営業所に長期間勤務させず、定期的に交代させるため

また、問題を起こした人物に対する事実上の懲戒としたり、会社に不都合な人物を地方の僻地（中小規模の地方都市・郡部、離島など）に転勤あるいは子会社や下請け会社に出向させることもあり、この種の転勤は特に「左遷」と呼ぶ（後述の人事権の濫用の節も参照）。
他にも、一定の業績が認められ、東京23区、大阪市あるいは名古屋市などの都市部や本社へ昇進を伴う異動となることがあり、この場合は「栄転」と言う。

### 海外の企業で異動・転勤が用いられる理由
1. 従業員教育
  1. 異動・転勤により、社員はより多才になる
  2. 従業員にビジネスへの幅広い理解を与え、管理職に昇進するためのより良い準備をさせる[3]
2. 雇用主の学習
  1. 異動・転勤により、雇用主は個々の従業員の強みを学ぶことができる
  2. 雇用主は、会社全体で調達できる柔軟で知識豊富な労働力を得ることができる[3]。
3. 従業員のモチベーション
  1. 異動・転勤により飽きを軽減する[3]。
  2. 会社全体についての知識を増やし、昇進の機会を増やす

会社が異動・転勤のための機会やトレーニングを提供するとともに、異動・転勤に参加した従業員は、自分に与えられた1つの職務仕様以上のことを学び、長期的に見て、会社での昇進時の空きポジションや他の会社での空きポジションの場合に利益を得ることができる。従業員のメリットだけでなく、企業にもメリットがある。従業員の大半が、会社が要求する可能性のある職務を多方面でこなすことができるため、企業はより少ない人数を雇用することができ、会社の経費を削減し、現在の従業員により良い給料を与えることができる。
異動・転勤は、生産性の向上や、労働者が年間を通じて取得する休暇の削減という点で、企業にとって有益である。従業員の仕事に対するモチベーションは何かという調査が行われ、仕事の安定性は、最も低いモチベーションの一つだった。従業員が求めていたのは、自分の仕事に対する責任感と誇りとの結論に達した。異動・転勤は、会社が従業員の満足度を高め、自分の職務に慣れようとし、残業を避けようとする欲求を減らせるかどうかを確かめるために作られた。
従業員は複数の職務をこなし、より大きな価値があることを提示できるため、より多くの従業員が職場でより良いパフォーマンスを発揮できるよう、より高いインセンティブが与えられる。通常、異動・転勤する従業員は「スキルが高いと認知されており」、昇進する可能性が高いというのが一般的な認識である。
異動・転勤は、労働者の健康のために行われることがある。個々の作業や肉体労働のローテーションによって、平均的な労働日のストレスが軽減され、労働者は健康面での不安を感じることなく、厳しい職場環境にもついていくことができる。鉱山から組立ラインまで研究が行われている。
また異動・転勤はワークギャップ（仕事に就いていない期間）が生じた場合のバックアッププランにもなる。

## 転勤拒否
使用者が労働者に対し配置転換を命じるには、労働協約や就業規則によって配転命令権が労働契約上根拠づけられている必要がある（労働契約法第7条）。日本の多くの企業の就業規則には、「業務の都合により、出張、配置換え、転勤を命じることがある」旨の規定があり、使用者の包括的な配転命令権が認められている。そして労働者による転勤拒否は、重大な業務命令違反として懲戒解雇をもって対処される。実際には、内示の段階で本人の意向を打診することが多く、また本人の家庭の事情などもある程度は考慮に入れるが、建前としては人事権の優位性が保持される。勤務地を限定する旨の労働契約を締結している地域限定社員の場合は労働契約に規定された勤務地以外での転勤について本人の意に反して行うことはできない。
遠方への転勤では労働者が現在住んでいる家や都市部から離れなければならないうえ、引越や集合住宅の入居手続といった、数十万円単位の諸経費が全額（ないし一部が）自己負担となるため、金銭的・精神的に負担を伴う。一緒に生活する家族にも引越しを求められるが、人によっては家族を残して単身赴任する場合もある。
また、労働者にとって転勤の際は莫大な料金の自己負担が発生するだけでなく、住環境が大きく変化することになるが「通常甘受すべき不利益」の場合には雇用契約や就業規則などの規定により会社の業務命令に従うべきものとされる（後述の判例参照）'。
転勤には引越・料金といった諸経費の全額負担、労働者および家族の同意、労働基準監督署などへの許可や届出も不要としているため、「引越料金を負担できない」などの理由で転勤を拒否した場合は「業務命令違反」となり、懲戒解雇または肩叩きなど自己都合退職を促す（仮に「会社が全額を負担する」としても代わりはない）。

### 人事権濫用
会社にとって不都合な人物を、僻地（郡部を含めた中小都市・離島などの地方）に転勤させ、それに伴う引越料金を自己負担させることで自己都合退職させることもある。また、リストラを行うときに、家庭や金銭面の事情などで転勤を受け入れ難い人物を狙って転勤命令を出して、「自己都合の退職」を狙うこともある。
またもっと悪質な例では（使用者および会社側に引越の費用を負担する義務がないことを悪用し）転勤にかかる引越料金の全額（または一部）を負担させ、2週間ごとに日本中のいたるところに転勤させる場合がある。そのため「引越料金が出せない」などの理由で「自己都合の退職」に追い込む場合がある。
使用者に転勤の命令権が認められる場合であっても、
- 命令に業務上の必要性が存しない場合
- 命令が不当な動機・目的に基づく場合（労働者に対する嫌がらせなど）
- 労働者に通常甘受すべき程度を著しく超える不利益を及ぼす場合

には、命令は権利濫用として無効になる（労働契約法第3条5項）。

### 判例
- 東亜ペイント事件（最高裁昭和61年7月14日第二小法廷判決）[7]

全国15カ所に事務所・営業所を有する、東亜ペイントの大阪事務所や神戸営業所で勤務していた男性社員が、広島営業所や名古屋営業所への転勤内示について、「母が71歳と高齢であり、保母をしている妻も仕事を辞めることが難しいうえ、子供が幼少の2歳である」という家庭の事情で単身赴任の転勤を拒否した際に、本人の同意が得られないままに転勤が発令し、男性社員がこれに応じなかったところ、「就業規則所定の懲戒事由に該当する」として懲戒解雇した事案について、
- 特段の事情の存する場合（例示としては業務上の必要性が存在しない場合、当該転勤命令型の不当な動機・目的をもってなされた場合、労働者に通常甘受すべき程度を著しく超える不利益を負わせるものである場合）は権利の濫用となるとした上で、
- 業務上の必要性についても、当該転勤先への異動が余人をもって替え難いといった高度の必要性に限定することは相当ではなく、労働力の適正配置、業務の能率増進、労働者の能力開発、勤労意欲の高揚、業務運営の円滑化など企業の合理的運営に寄与する点が認められる限りは、業務上の必要性の存在を肯定すべき
- 本件においては、家族との別居を余儀なくされるという家庭生活上の不利益は転勤に伴い、通常甘受すべき程度のもの

として、転勤の拒否を理由とした懲戒解雇は合法とした（使用者の権利濫用を否定した）。
- 北海道コカコーラボトリング事件（札幌地決平成9年7月23日）[8]

同社の帯広工場に勤務していた社員が札幌工場への転勤命令に拒絶意思を示したが、懲戒解雇を恐れるあまり、一旦はやむを得ず札幌工場に赴任し、その後帯広工場勤務の労働契約上の地位について仮処分申請を行った事案では、
- 2人の子供が病気を患っていること
- 両親が体調不良で家業である農業の面倒を見ていたこと
- 社員側が転勤しがたい私生活上の状況を会社に伝えていたこと
- 一家揃っての転居が困難であること
- 業務上の必要性はあるが、他にも転勤候補者がいたこと

などの理由から、転居を伴う転勤命令は無効とされ、帯広職場勤務の地位保全の仮処分を認めた。
- 東北住電装信州工場事件（長野地方裁判所上田支部平15.11.19決定・労働判例ダ861-85）

信州ハーネス（長野）の東北住電装（岩手）への吸収合併に伴い、信州ハーネスが従業員に示した『岩手への転勤か退職、応じない者は整理解雇する』方針に対して「整理解雇の要件を充足しておらず、解雇権の濫用として無効」としたものの、会社合併・工場閉鎖に伴う転勤命令であっても、使用者の人事権の範囲内であり、長野から岩手への転勤そのものについては問題とせず、合法とした。

## 転勤を拒否できる場合
転勤命令が権利濫用である場合、労働者は命令を拒否できる（労働契約法第3条3項、5項）。権利濫用の成否は、当該転勤命令の業務上の必要性と、本人の受ける生活上の不利益との比較衡量によって行われる。一例として、転勤命令を受けた労働者が「高齢の親や、病気の子供を介護する必要があるため、単身赴任もできない」ときなどは、業務上の必要性は「余人をもって替え難い」ほどの厳しい審査が行われる。また、転勤に際し使用者が社宅の世話や手当の支給等生活上の配慮を全くしない場合は、権利濫用とされる可能性が高まる。
勤務場所を特定して採用した労働者（現地採用者、採用時の特約等）に対しては、勤務地を限定する合意があったとして、転勤命令を拒否できる。この場合、使用者側には転勤対象者がその者でなければならないかどうかの「人選の合理性」が求められる。
育児介護休業法では、子の養育または家族の介護状況に関する使用者の配慮義務が定められ（育児介護休業法第26条）、権利濫用の判断において、労働者の私生活上の不利益はより慎重に検討される。
裁判官は裁判所法第48条で意に反して転所（転勤）されることはないと規定されていて、建前上裁判官の転所はすべて本人の合意のもとに行われることになる。ただし、僻地への勤務が敬遠される一方で人気のある都市部での勤務への希望が殺到する可能性があるため、人気のある都市部での勤務を希望する者は「3年後は最高裁が指定したところに転出する」旨の文書について同意署名をする意向がある者を優先的に配置したり、僻地へ勤務する裁判官に対しては最高裁が「2年後には希望する裁判所への転出する」旨の書類を作成することで対処している。

## 海外の事例

### インテル
インテルは社内の一時的なポジションを埋める手段として、異動・転勤を活用している。インテルは11ヶ月間で、数週間から数年にわたる約1300件の職種の異動・転勤を行った。これらの異動・転勤では人事、マーケティング、財務、製品開発など様々な分野で募集された 。これらの人事異動・転勤は、落ち着きのない従業員を支援するとともに、従業員がこれまで知らなかった新しい技術や戦略を学ぶ機会を与えることを目的としている。異動・転勤を経験した多くの従業員は、他の分野を見ることで、会社全体への理解を深めることができた。

### ヴァージン・アメリカ
ヴァージン・アメリカは、ヴァージン・オーストラリアとの間で、1年間の社員交換プログラムを実施した。両社間で客室乗務員を交換することで、従業員間にエネルギーを生み出すことができた。交換はスキルを持つ従業員の間での異動・転勤ほど有益ではないが、短期的には顧客サービスや航空会社で働く従業員の全体的な雰囲気に役立つ可能性がある。

### ユニリーバ
ユニリーバは自己成長を目的とした従業員の異動・転勤を行っている。同社は、社内の人材動員ツールを利用して、従業員が組織内の関連するキャリアの機会にアクセスできるようにし、自発的な離職を減らしている。また、管理職は社内の人材へのアクセスが容易になり、通常の採用コストの数分の1で専門職の欠員を迅速に補充することができた。